# مخاطر التكنولوجيا الحيوية
إن مخاطر التكنولوجيا الحيوية هي شكل من أشكال المخاطر الموجودة والتي يمكن أن تأتي من مصادر بيولوجية، مثل العوامل البيولوجية المهندسة والمعدلة وراثيا. ويمكن أن يكون أصل مثل هذا المسبب للمرض (العامل الممرض) ذو العواقب الكثيرة إطلاقًا متعمدًا (في شكل الإرهاب البيولوجي أو الأسلحة البيولوجية)، أو إطلاق عرضي، أو حتى حدث طبيعي.
وقد تم نشر فصل كامل عن التكنولوجيا الحيوية والأمن البيولوجي في مختارات نيك بوستروم لعام 2008م عن المخاطر الكارثية العالمية، والتي غطت على المخاطر بما في ذلك العوامل الفيروسية. ومنذ ذلك الحين، تم إدخال تقنيات جديدة مثل تقنية كريسبر وحركات الجنيات أيضا.
وفي حين أن كانت القدرة على هندسة العوامل الممرضة (مسببات الأمراض) مقيدة عن قصد في المختبرات المتطورة التي يديرها كبار الباحثين، فقد أصبحت التكنولوجيا اللازمة لتحقيق هذه الغاية (وغير ذلك من الأعمال المذهلة التي أنجزتها الهندسة الحيوية) أصبحت رخيصة بأسرع ما يمكن وأوسع انتشارًا. ومن بين هذه الأمثلة تضاؤل تكاليف الترتيب لتسلسل الجينوم البشري (من 10 ملايين دولار إلى 1000 دولار)، وتراكم مجموعات كبيرة من البيانات من المعلومات الجينية، واكتشاف محركات الجينات، واكتشاف تقنية كريسبر. وبالتالي فإن مخاطر التكنولوجيا الحيوية تشكل تفسيرا موثوقا به لمفارقة فيرمي.

## اكتساب الطفرات الوظيفية

### ابحاث
وقد يتم تعديل تلك العوامل الممرضة (مسببات الأمراض) وراثيا عن عمدأو عن غير قصد لتغيير خصائصها، بما في ذلك حدة الجرثوم أو سميتها. عندما تكون مقصودة ومتعمدة، فإنها يمكن أن تعمل هذه الطفرات (تغييرات الجينوم) على تكييف المسبب للمرض (العامل الممرض) مع البيئة المختبرية، أو فهم آلية الانتقال أو التسبب في المرض، أو في تطوير العلاجات. وقد تم استخدام هذه الطفرات أيضًا في تطوير الأسلحة البيولوجية، ولا تزال مخاطر الاستخدام المزدوج تشكل مصدرا للقلق في البحث عن العوامل الممرضة (مسببات الأمراض). وكثيرًا ما يرتبط أكبر قدر من القلق باكتساب الطفرات الوظيفية، والتي تمنح وظائف جديدة أو متزايدة، وخطر إطلاقها.

#### الجدري الفئران (ممرضات الفئران)
قام مجموعة من الباحثين الأستراليين بتغيير خصائص فيروس الفئران عن غير قصد وذلك أثناء محاولتهم في تطوير فيروس لتعقيم القوارض كوسيلة لمكافحة الآفات البيولوجية. أصبح الفيروس المعدل مميتًا وقاتلا للغاية حتى في الفئران المحصنة والمقاومة بشكل طبيعي.

#### الإنفلونزا
في عام 2011م، نشر مختبران تقارير عن فحوصات طفرية لفيروسات إنفلونزا الطيور، لتحديد المتغير الذي ينتقل عبر الهواء بين القوارض. ويبدو أن هذه الفيروسات تتغلب على عقبة تحد من التأثير العالمي لفيروس H5N1 (أتش5 أن1) الطبيعي. في عام 2012م، قام العلماء بفحص الطفرات النقطية في جينوم فيروس H5N1 وذلك لتحديد الطفرات التي سمحت بالانتشار المحمول عن طريق الهواء. بينما كان الهدف المعلن من هذا البحث هو تحسين المراقبة والاستعداد لفيروسات الإنفلونزا التي تشكل خطرًا خاصًا في التسبب في حدوث جائحة، وقد كان هناك قلق كبير بشأن أن السلالات المختبرية نفسها يمكن أن تفلت وتهرب. وقد شارك «مارك ليبسيتش وأليسون ب. جالفاني» تأليفه ورقة في الطب بلوس بحجة أن التجارب التي العلماء التلاعب فيروسات الأنفلونزا الطيور لجعلها المعدية في الثدييات تستحق التدقيق أكثر كثافة ما إذا كان أو لا مخاطرها تفوق فوائدها. كما وصف ليبسيتش الإنفلونزا بأنها أكثر «مسببات الجائحة المحتملة» المخيفة.

### اللائحة/ القانون
في عام 2014م، فرضت الولايات المتحدة حظراً على اكتساب الأبحاث الوظيفية في الإنفلونزا، متلازمة الشرق الأوسط التنفسية (MERS)، ومتلازمة الإرهاب الرئوي الحاد (SARS). وكان هذا رداً على المخاطر الخاصة التي تشكلها مسببات الأمراض المحمولة والتي تنتشر عبر الهواء. ومع ذلك، عارض العديد من العلماء هذا الوقف، وذلك بحجة أن هذا يحد من قدرتهم على تطوير علاجات مضادة للفيروسات. جادل العلماء بأن اكتساب الطفرات الوظيفية كان ضروريًا، مثل تكييف متلازمة الشرق الأوسط التنفسية (MERS مع فئران التجارب بحيث يمكن دراستها.
كما وضع المجلس الاستشاري العلمي الوطني للأمن الحيوي قواعد لمقترحات البحث وذلك عن طريق استخدام اكتساب البحث الوظيفي محل الاهتمام. وقد تحدد هذه القواعد كيفية تقييم التجارب من حيث المخاطر وتدابير السلامة والفوائد المحتملة؛ قبل التمويل.
وذلك من أجل الحد من الوصول لتقليل مخاطر الوصول السهلة إلى المواد الجينية من مسببات الأمراض، بما في ذلك الفيروسات، ويقوم أعضاء الاتحاد الدولي لتخليق الجينات بفحص طلبات العوامل الممرضة (مسببات الأمراض) الخاضعة للتـنظيم والتسلسلات الأخرى الخطيرة. يتم التحقق من الطلبات الخاصة بالحمض النووي المسبب للأمراض أو الخطير من أجل هوية العميل، ومنع العملاء الموجودين في قوائم المراقبة الحكومية، وفقط للمؤسسات «المشاركة بشكل واضح في البحث المشروع».

## تقنية كريسبر
بعد التقدم السريع المفاجئ في تحرير تقنية كريسبر، أعلنت قمة دولية في ديسمبر 2015م، أنه من «غير المسؤول» المضي قدمًا في تحرير الجينات البشرية حتى تتم معالجة المشكلات المتعلقة بالسلامة والفعالية. إحدى الآليات التي يمكن أن تسببها تقنية كريسبر في مخاطر وجودية هي من خلال محركات الجينات، والتي يقال إن لديها القدرة على إحداث «ثورة» في إدارة النظام البيئي. محركات الجينات هي تقنية جديدة لديها القدرة على انتشار الجينات عبر التجمعات البرية مثل حرائق الغابات. لديهم القدرة على نشر جينات مقاومة الملاريا بسرعة من أجل صد طفيل الملاريا المتصورة المنجلية. تم تصميم محركات الجينات هذه في الأصل في يناير 2015 من قبل إيثان بيير وفالنتينو جانتز - تم تحفيز هذا التحرير من خلال اكتشاف تقنية كريسبر- كريسبر المرتبط بالبروتين9. في أواخر عام 2015م، بدأت وكالة المشاريع البحثية الدفاعية المتقدمة (DARPA) في دراسة الأساليب التي يمكن أن توقف محركات الجينات إذا خرجت عن السيطرة وأنواع بيولوجية مهددة.